# Coupe du Kazakhstan de football 1999-2000
Navigation
Édition précédente Édition suivante
La Coupe du Kazakhstan 1999-2000 est la 8e édition de la Coupe du Kazakhstan depuis l'indépendance du pays. Elle prend place du 11 mai 1999 au 6 juillet 2000.
Cette édition concerne exclusivement les seize clubs de la première division 1999.
La compétition est remportée par le Kaïrat Almaty qui l'emporte face à l'Access-Golden Grain Petropavl à l'issue de la finale pour gagner sa troisième coupe nationale. Ce succès permet au Kaïrat de se qualifier pour la Coupe d'Asie des vainqueurs de coupe 2000-2001.

## Huitièmes de finale
Les matchs aller sont joués le 11 mai 1999 et les matchs retour le 1er juin.
| Club                            | Score   | Club                       | Aller   | Retour        |
| ------------------------------- | ------- | -------------------------- | ------- | ------------- |
| Chakhtior Karagandy (D1)        | 0 - 2   | (D1) Kaïrat Almaty         | 0 - 0   | 0 - 2         |
| Kaysar-Hurricane Kyzylorda (D1) | 6 - 3   | (D1) Jiger Chimkent (ru)   | 2 - 0   | 4 - 3         |
| Vostok-Altyn Öskemen (D1)       | 4 - 1   | (D1) Jetyssou Taldykourgan | 4 - 1   | 0 - 0         |
| Batyr Ekibastouz (D1)           | Forfait | (D1) CSKA Almaty (en)      | Forfait | Forfait       |
| FK Taraz (D1)                   | 1 - 3   | (D1) Tobol Kostanaï        | 1 - 0   | 0 - 3 Forfait |
| Access-Iesil Petropavl (D1)     | 1 - 0   | (D1) Jenis Astana          | 0 - 0   | 1 - 0         |
| AES-Ielimaï Semeï (D1)          | 2 - 4   | (D1) Sintez Chimkent       | 2 - 1   | 0 - 3         |
| Irtych Pavlodar (D1)            | 5 - 2   | (D1) Akmola Kökşetaw       | 3 - 0   | 2 - 2         |

## Quarts de finale
Les matchs aller sont joués entre le 1er octobre 1999 et le 6 mai 2000 et les matchs retour entre le 7 octobre 1999 et le 18 mai 2000.
| Club                      | Score  | Club                               | Aller | Retour |
| ------------------------- | ------ | ---------------------------------- | ----- | ------ |
| Kaïrat Almaty (D1)        | 4 - 2  | (D1) Kaysar-Hurricane Kyzylorda    | 3 - 0 | 1 - 2  |
| Vostok-Altyn Öskemen (D1) | 3 - 2  | (D1) Batyr Ekibastouz              | 3 - 1 | 0 - 1  |
| Tobol Kostanaï (D1)       | 1 - 3  | (D1) Access-Golden Grain Petropavl | 0 - 1 | 1 - 2  |
| Tomiris Chimkent (D1)     | 2 - 2E | (D1) Irtych Pavlodar               | 1 - 2 | 1 - 0  |

## Demi-finales
Les matchs aller sont joués le 30 mai 2000 et les matchs retour le 22 juin suivant.
| Club                      | Score | Club                               | Aller | Retour |
| ------------------------- | ----- | ---------------------------------- | ----- | ------ |
| Vostok-Altyn Öskemen (D1) | 2 - 6 | (D1) Kaïrat Almaty                 | 2 - 2 | 0 - 4  |
| Irtych Pavlodar (D1)      | 3 - 6 | (D1) Access-Golden Grain Petropavl | 3 - 0 | 0 - 6  |

## Finale
La finale de cette édition oppose le Kaïrat Almaty à l'Access-Golden Grain Petropavl. Le Kaïrat dispute à cette occasion sa troisième finale de coupe, s'étant déjà imposé lors des éditions 1992 et 1996-1997 tandis que l'Access-Golden Grain atteint ce stade pour la première fois.
Disputée le 6 juillet 2000 au stade Kazhymukan Munaitpasov d'Astana, la rencontre tourne rapidement à l'avantage du Kaïrat, qui ouvre le score dès la 11e minute par l'intermédiaire de Sergueï Ivanov avant qu'Oleg Litvinenko (en) ne fasse le break dix minutes plus tard, donnant un avantage de deux buts aux Almatois à la mi-temps. Cette domination s'intensifie durant la deuxième période tandis qu'Ievgueni Tarasov (en) puis Rafael Khamidullov portent le score à 4-0 à l'heure de jeu. À la 72e minute, l'Access-Golden-Grain est réduit à dix après l'exclusion d'Alekseï Babenko (en) tandis que Litvinenko porte le score final à 5-0 dans les dernières minutes, parachevant la victoire des siens et offrant au club sa troisième coupe nationale.
| Entraîneur :            |
| Vladimir Nikitenko (ru) |

| Entraîneur :     |
| Dmitri Ogaï (en) |

| Entraîneur :            |
| Vladimir Nikitenko (ru) |

| Entraîneur :     |
| Dmitri Ogaï (en) |